# Liliana Ross

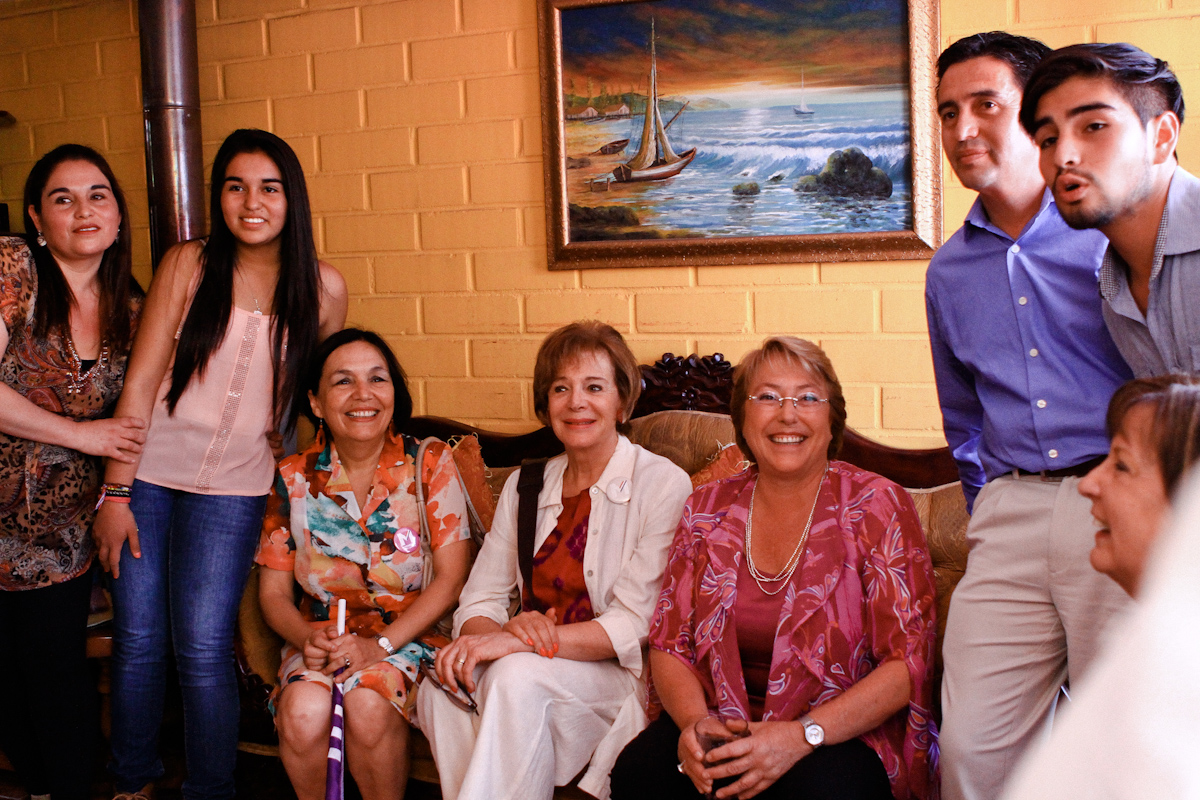
Ross (de blanco) junto a la entonces candidata presidencial Michelle Bachelet en 2013.

Liliana Ross (Génova, 30 de marzo de 1939-Santiago, 10 de junio de 2018) fue una actriz, directora y productora de teatro, conductora de televisión y académica italiana nacionalizada chilena, que contó con cincuenta años de trayectoria artística.

## Biografía
Nació en Génova, el 30 de marzo de 1939. Su padre, Gustavo Brescia, era ferretero industrial y su madre, Diana Piera Clerici, era concertista en piano. A los seis años de edad, migró a Argentina, y luego se radicó en Chile con sus padres, huyendo de las consecuencias de la Segunda Guerra Mundial.
En Santiago cursó sus estudios en la Scuola Italiana Vittorio Montiglio y Colegio Rosa de Santiago Concha. Participó activamente en obras de teatro y en varios radioteatros de La hora de Italia. También estudió enfermería en Cruz Roja Chilena y trabajó como secretaria bilingüe (inglés, italiano y francés).
En 1960, ingresó a estudiar actuación a la Academia de Arte Dramático del Teatro Ensayo de la Pontificia Universidad Católica de Chile, egresando en 1965.

## Carrera artística
Actuó en obras del Teatro Ensayo UC como La vida es sueño (con Héctor Noguera), Macbeth y La pérgola de las flores, entre otras. Colaboró con los directores Eugenio Dittborn, Eugenio Guzmán y Hugo Miller.
Fue docente en la Escuela de Teatro de la Universidad de Chile, y tuvo como alumnos a los destacados actores; Claudia Di Girolamo y Alfredo Castro. También fue la directora fundadora de la Escuela de Comunicación Escénica de Universidad Nacional Andrés Bello.
Su carrera se truncó durante el período que llevó a la dictadura militar de Augusto Pinochet, cuando cerró las academias de teatro que tenía junto a su esposo, y que dio lugar a que su hija se radicara en Argentina para continuar con su perfeccionamiento en teatro y danzas. Anteriormente, Ross junto a Malú Gatica fueron secuestradas durante una hora por agentes de la DINA.
En televisión fue reconocida por sus papeles principales en las telenovelas La colorina (1977) y Machos (2003).
En 2000 logró un hito en el teatro al estrenar Sinvergüenzas, obra basada en la inglesa Full Monty, la que fue vista por más de 250 mil personas, transformándose en la obra más taquillera en décadas. El espectáculo tuvo una gran repercusión y le generó grandes audiencias e ingresos económicos. Lanzó a la fama a Gonzalo Valenzuela.
La actriz también incursionó como animadora de televisión en Chilevisión, con un estelar llamado Ángeles, y en el programa franjeado de Telecanal, Sólo ellas (2009).
En mayo de 2010, interpretó a la señorita McGee en la versión chilena del musical Grease e interpretó a Ágatha viuda de Díaz Acosta en la telenovela mexicana Amor bravío (2012) para Televisa.
En 2014 celebró sus cincuenta años de trayectoria artística encarnando a Maria Callas en la obra Master Class dirigida por Oscar Barney Finn en el Teatro Municipal de Las Condes.

## Reconocimientos
Fue consecutivamente premiada por el gobierno chileno y medios de comunicaciones.
- En 1992 fue distinguida con el título de Gran Caballero por el Orden al Mérito de la República Italiana.[10]
- En 2003 fue distinguida por revista Caras como La Mujer del Año
- En 2003 recibió un Premio APES a la Mejor actriz por su interpretación por Machos
- En 2004 recibió una nominación en Premio Altazor a la Mejor actriz por Machos
- En 2010 recibió en reconocimiento por su trayectoria en teatro por la Fundación Instituto Chileno Norteamericano.
- En 2011 recibió un Premio APES a la trayectoria artística.
- En 2017 fue elegida Persona Pública Distinguida por Municipalidad de Providencia.[11]
- En 2018 recibió un homenaje póstumo por el Sindicato de Actores de Chile a su trayectoria.[12]

## Vida personal
Contrajo matrimonio con el que un día fuera su maestro, Hugo Miller (n. 1925-f. 1997) y fue madre de Daniela Miller (n. 1964); fotógrafa y académica, Vane Miller (n. 1965); actriz, productora y presentadora de televisión, y Moira Miller (n. 1972); actriz y directora de teatro. 
En 2003, contrajo un célebre matrimonio en segundas nupcias con el actor y productor teatral chileno-estadounidense Raoul Pinno, quien fuera un discípulo de Miller y compañero de teatro de Ross en la PUC.
Fue miembro del Partido Demócrata Cristiano de Chile y ferviente admiradora de Michelle Bachelet.

## Muerte
Liliana Ross murió en su residencia de Vitacura el 10 de junio de 2018 por causas de un síncope. En 2017 se le había diagnosticado demencia frontotemporal que derivó a la enfermedad de Alzheimer.
Fue velada el 11 de junio de 2018 en la Parroquia Inmaculada Concepción de Vitacura, donde recibió la compañía de sus familiares, amigos y círculo artístico más cercano. Tras el último responso, los restos de la actriz fueron trasladados en caravana al Cementerio Parque del Recuerdo, donde el cuerpo de Liliana Ross fue cremado. En el trayecto al cementerio, la carroza se detuvo en el Mercado de Abasto Tirso de Molina (Pérgola de las flores) para recibir el tradicional homenaje de los pergoleros. El 12 de junio, la Cámara de Diputadas y Diputados de Chile rindió un minuto de silencio en memoria de la actriz.
Sus restos se encuentran en su residencia en el Cajón del Maipo, en la comuna San José de Maipo.

## Filmografía

### Cine
| Año  | Título                   | Papel               | Director                            |
| ---- | ------------------------ | ------------------- | ----------------------------------- |
| 1970 | El libro de Jacob        | Ornella             | Orlin Corey                         |
| 1975 | La pérgola de las flores | Cantante            |                                     |
| 1998 | Gringuito                | Teresa              | Sergio Castilla                     |
| 1999 | Last Call                | Rosemary Kendall    | Christine Lucas                     |
| 2003 | Cesante                  | Mujer de clase alta | Ricardo Amunátegui                  |
| 2004 | Mujeres infieles         | Teresa Vial         | Rodrigo Ortúzar                     |
| 2005 | La fiesta del 35         | Helga               | Jorge Fried                         |
| 2006 | Rojo intenso             | Madre de Laura      | Javier Elorrieta                    |
| 2011 | Qué pena tu boda         | Anavelia Smith      | Nicolás López                       |
| 2012 | Qué pena tu familia      | Anavelia Smith      | Nicolás López                       |
| 2014 | Mamá ya crecí            | Amelia Flores       | Sebastián Badilla y Gonzalo Badilla |
| 2016 | Viejos amores            | Ella misma          | Gloria Laso                         |

## Televisión

### Telenovelas
| Año  | Título              | Papel               | Cadena      |
| ---- | ------------------- | ------------------- | ----------- |
| 1971 | La pendiente        | —                   | Canal 13    |
| 1976 | Sol tardío          | —                   | TVN         |
| 1977 | La colorina         | Luciana Álvarez     | TVN         |
| 1982 | Bianca Vidal        | Sofia Rinaldi       | Televisa    |
| 1983 | Las herederas       | Fernanda Montenegro | Canal 13    |
| 1984 | La represa          | Soledad             | TVN         |
| 1984 | La torre 10         | Loreto Mena         | TVN         |
| 1987 | La última cruz      | Antonia Zazar       | Canal 13    |
| 1989 | La intrusa          | Blanca Tropero      | Canal 13    |
| 1990 | Acércate más        | Raquel Olivares     | Canal 13    |
| 1991 | Ellas por ellas     | Marta Cáceres       | Canal 13    |
| 1992 | Fácil de amar       | Yasna               | Canal 13    |
| 1994 | Champaña            | Eleonora Camargo    | Canal 13    |
| 1994 | Top secret          | Sonia Díaz          | Canal 13    |
| 1995 | Amor a domicilio    | Silvia Risopatrón   | Canal 13    |
| 1996 | Adrenalina          | Elvira Jordan       | Canal 13    |
| 1997 | Rossabella          | Gina Morán          | Mega        |
| 1998 | A todo dar          | Yasna Fuentes       | Mega        |
| 1999 | Algo está cambiando | Gloria Risopatrón   | Mega        |
| 2001 | Piel canela         | Gracia Lobos        | Canal 13    |
| 2003 | Machos              | Valentina Fernández | Canal 13    |
| 2004 | Tentación           | Sofía Stewart       | Canal 13    |
| 2006 | Cómplices           | Marta Fuenzalida    | TVN         |
| 2006 | Disparejas          | Elena Ramos         | TVN         |
| 2007 | Corazón de María    | Leonor Bustamante   | TVN         |
| 2011 | Maldita             | Antonia Rossetti    | Mega        |
| 2012 | Amor bravío         | Ágata Acosta        | Televisa    |
| 2012 | La sexóloga         | Mabel Pamplona      | Chilevisión |

### Series y unitarios
| Año  | Título                       | Papel             | Cadena      |
| ---- | ---------------------------- | ----------------- | ----------- |
| 1977 | La familia de Marta Mardones | —                 | Canal 13    |
| 1978 | En su casa... la vida misma  | —                 | Canal 9     |
| 1979 | Martín Rivas                 | Engracia Núñez    | TVN         |
| 1982 | Una familia feliz            | Ana Altamira      | Canal 13    |
| 2003 | Cuentos de mujeres           | Irma / Olaya      | TVN         |
| 2005 | La Nany                      | Señora Valdivieso | Mega        |
| 2010 | Una pareja dispareja         | María Teresa      | TVN         |
| 2011 | Karma                        | Ana María         | Chilevisión |

### Programas
- Sábado Gigante (Canal 13, 1979) - Varios personajes
- Teleduc (Canal 13, 1988) - Varios personajes
- Martes 13 (Canal 13) - Ocasionalmente
- Teatro en el 13 (Canal 13, 1999) - Varios personajes
- Ángeles (Chilevisión, 2003) - Conductora
- Sólo ellas (Telecanal, 2009) - Conductora

## Teatro
Actuación
- La Pérgola de las Flores
- La vida es sueño
- Macbeth
- 1972: La Celestina
- 1975: La es sueño
- 1978: Hasta el año que viene
- 1978: Mi noche con ellas
- 1979: La caja de las sombras
- Rose, el diario de una mujer desesperada
- 1985: Agnus Dei
- 1992: Las brujas
- 2005: La retirada de Moscú
- Grease
- 2014: Master Class

Dirección y producción
- 1979: El tío Vania
- 1992: Las brujas
- 1996: Después del postre
- Nosotras que nos queremos tanto
- 2000: Sinvergüenza
- 2001: Monólogos de la vagina
- 2002: Closer
- 2002: Yo soy tú
- 2003: 5 hombres.com
- 2004: Divorciadas, evangélicas y vegetarianas
- 2005: Risas en las tablas
- 2006: El método Gronholm
- 2008: Sinvergüenzas Deluxe
- 2009: Cita a ciegas
- 2012: Los convergüenza
- 2013: Sexytosas

## Publicidad
- Té Supremo (2011) - Protagonista del comercial.